# Eckhard Hügel
Eckhard Hügel (de fapt Gustav Eckhard Hügel) (n. 10 august 1908, Agnita – d. 14 septembrie 1977, Sighișoara) a fost un poet și om de știință român de origine germană.
A fost fiul unui director de bancă.
Student la universitățile din Berlin, Kiel și Marburg, și-a luat doctoratul în biologie la Universitatea din Göttingen avându-l ca îndrumător pe profesorul Alfred Kühn.
Din 1948 a fost profesor de biologie la Liceul Josef Haltrich din Sighișoara, unde le-a fost mentor unori viitori oameni de știință de renume mondial precum dr. Walter H. Müller, profesor la Universitatea din Hanovra, dr. Ingrid Essigmann-Capesius, profesoară universitară la Universitatea din Heidelberg, Dr. Martin Keul de la Universitatea din Cluj, dr. Erika Schneider, colaboratoare științifică la WWF (World Wide Fund for Nature) din Rastatt.

## Cărți și publicații
- Rassenforschung und Volksgrupe, în Deutsche Forschung im SO, Sibiu, 1, 1942
- Rassenforschung in der Geschichte, în Deutsche Forschung im SO, Sibiu, 1, 1942
- Rassenpolitische Gesichtspunkte in der Geschichte der Deutschen in Rumänien, în Deutsche Forschung im SO, Sibiu, 2, 1943
- Der Baum des Lebens - Bild und Gesetz des Entwicklungsgeschehens" (Editura Kriterion), București, 1975
- Das Hohelied des Lebens (poezii), 1977